# Distrikt Nebbi
Nebbi ist ein Distrikt in Norduganda. Die Hauptstadt des Distrikts ist Nebbi.

## Lage
Der Distrikt Nebbi grenzt im Norden an den Distrikt Arua, im Osten an den Distrikt Pakwach, im Süden an die Demokratische Republik Kongo und im Westen an den Distrikt Zombo.

## Demografie
Die Bevölkerungszahl wird für 2020 auf 282.600 geschätzt. Davon lebten im selben Jahr 14,6 Prozent in städtischen Regionen und 85,4 Prozent in ländlichen Regionen.
| Zensusjahr | Einwohnerzahl |
| ---------- | ------------- |
| 2002       | 166.834       |
| 2014       | 238.959       |

## Wirtschaft
Subsistenzlandwirtschaft und Tierhaltung sind die wichtigsten wirtschaftlichen Aktivitäten im Distrikt. 

## Infrastruktur
In der Nähe von Nebbi gibt es eine kleine Landebahn, die mit kommerziellen Flügen vom Flughafen Entebbe aus erreicht werden kann. Eine Eisenbahnverbindung, die seit vielen Jahren nicht mehr besteht, verband den Distrikt mit dem System der Uganda Railway.